# Орошорці
Рошорвці (самоназва рошорвідж) або орошорці — місцева етнічна група бартангців — одного з памірських народів в Горно-Бадахшанській автономній області Таджикистану. Проживають у верхів'ях річки Бартанг — в Рошорві (старе написання Орошор) в Рушанському районі. Мова рошорвська (орошорська) близька бартанзькій або є її діалектом.